# Siergiej Makarow (hokeista)
Siergiej Michajłowicz Makarow, ros. Сергей Михайлович Макаров (ur. 19 czerwca 1958 w Czelabińsku) – radziecki i rosyjski hokeista, reprezentant ZSRR, trzykrotny olimpijczyk.

## Kariera
- Traktor Czelabińsk (1976–1978)
- CSKA Moskwa (1978–1989)
- Calgary Flames (1989–1993)
- San Jose Sharks (1993–1995)
- Fribourg-Gottéron (1996)
- Dallas Stars (1996)

Wychowanek Traktora Czelabińsk. Wieloletni zawodnik CSKA Moskwa. Przez kilka lat występował w NHL. W tej lidze zakończył zawodową karierę – w listopadzie 2006 roku rozegrał sześć meczów w barwach Dallas Stars.
Uczestniczył w turniejach mistrzostw świata w 1978, 1979, 1981, 1982, 1983, 1984, 1985, 1986, 1987, 1989, 1990, 1991, na Zimowych Igrzyskach Olimpijskich 1980, 1984, 1988 oraz Canada Cup 1981 i 1987. Brał udział w meczu nazwanym Cud na lodzie.
Razem z nim w ataku występowali Władimir Krutow i Igor Łarionow. Była to jedna najskuteczniejszych trójek napastników w latach 80. na świecie, zwana „Atakiem KLM” (od pierwszych liter nazwisk). Ponadto piątka meczowa (ich trójka oraz dwaj obrońcy Wiaczesław Fietisow i Aleksiej Kasatonow) nosiła przydomek „Zielona Jednostka” (od zielonych koszulek noszonych przez nich podczas treningów).
Jego brat Nikołaj (ur. 1948) także był hokeistą.
W ramach amatorskich rozgrywek hokejowych, powołanych przez prezydenta Władimira Putina i weteranów radzieckiego i rosyjskiego hokeja pod nazwą Nocna Hokejowa Liga działa jako dyrektor generalny oraz w radzie dyrektorów jako kurator Konferencji Ural.
W marcu 2014 został wiceprezydentem macierzystego klubu Traktor Czelabińsk.

## Sukcesy

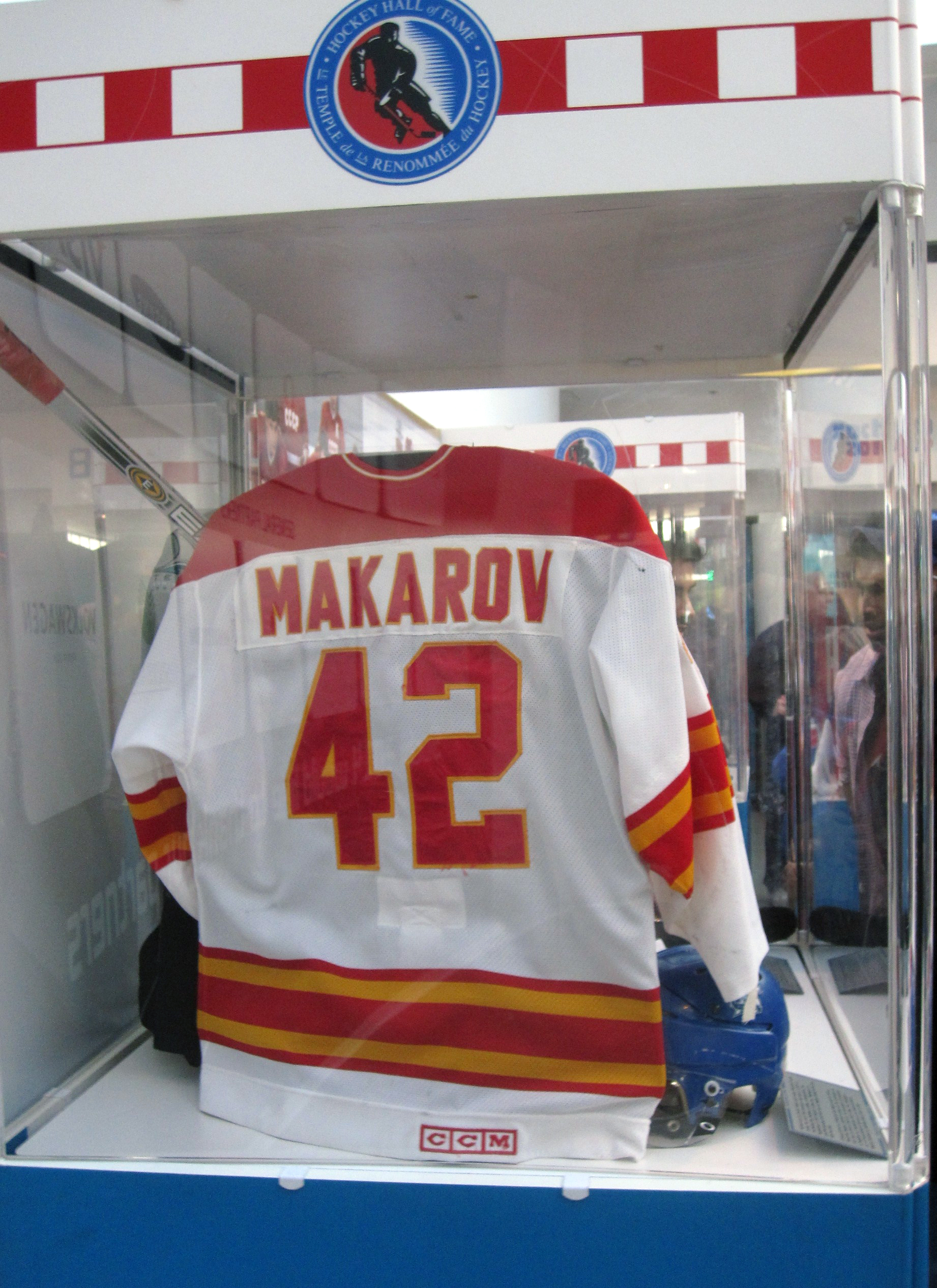
Koszulka meczowa Siergieja Makarowa, w której rozegrał swój pierwszy mecz w barwach Calgary Flames w 1989 roku

Reprezentacyjne
- Złoty medal mistrzostw świata juniorów do lat 20: 1977, 1978
- Złoty medal mistrzostw świata: 1979, 1981, 1982, 1983, 1986, 1989, 1990
- Srebrny medal zimowych igrzysk olimpijskich: 1980
- Złoty medal Canada Cup: 1981
- Złoty medal zimowych igrzysk olimpijskich: 1984, 1988
- Brązowy medal mistrzostw świata: 1985, 1991
- Srebrny medal Canada Cup: 1987
- Srebrny medal mistrzostw świata: 1987

Klubowe
- Złoty medal mistrzostw ZSRR: 1979, 1980, 1981, 1982, 1983, 1984, 1985, 1986, 1987, 1988, 1989 z CSKA Moskwa
- Puchar ZSRR: 1979, 1988 z CSKA Moskwa
- Puchar Europy: 1979, 1980, 1981, 1982, 1983, 1984, 1985, 1986, 1987, 1988, 1989 z CSKA Moskwa
- Mistrzostwo dywizji NHL: 1990 z Calgary Flames

Indywidualne
- Mistrzostwa Świata w Hokeju na Lodzie 1979:
  - Skład gwiazd turnieju
- Liga radziecka 1979/1980:
  - Pierwsze miejsce w klasyfikacji kanadyjskiej
  - Najlepszy zawodnik sezonu mistrzostw ZSRR w hokeju na lodzie
- Liga radziecka 1980/1981:
  - Pierwsze miejsce w klasyfikacji kanadyjskiej
  - Nagroda Najlepsza Trójka dla tercetu najskuteczniejszych strzelców ligi (oraz Władimir Krutow i Wiktor Żłuktow) – łącznie 96 goli
  - Skład gwiazd
- Mistrzostwa Świata w Hokeju na Lodzie 1981:
  - Skład gwiazd turnieju
- Liga radziecka 1981/1982:
  - Pierwsze miejsce w klasyfikacji kanadyjskiej
  - Nagroda Najlepsza Trójka dla tercetu najskuteczniejszych strzelców ligi (oraz Władimir Krutow i Igor Łarionow) – łącznie 100 goli
  - Skład gwiazd
- Mistrzostwa Świata w Hokeju na Lodzie 1982:
  - Skład gwiazd turnieju
- Liga radziecka 1982/1983:
  - Nagroda Najlepsza Trójka dla tercetu najskuteczniejszych strzelców ligi (oraz Władimir Krutow i Igor Łarionow) – łącznie 77 goli
  - Skład gwiazd
- Mistrzostwa Świata w Hokeju na Lodzie 1983:
  - Skład gwiazd turnieju
- Canada Cup 1984:
  - Skład gwiazd turnieju
- Liga radziecka 1983/1984:
  - Pierwsze miejsce w klasyfikacji kanadyjskiej
  - Nagroda Najlepsza Trójka dla tercetu najskuteczniejszych strzelców ligi (oraz Władimir Krutow i Igor Łarionow) – łącznie 88 goli
  - Nagroda Rycerz Ataku (dla zawodnika, który strzelił trzy lub więcej goli w meczu)[7]
  - Skład gwiazd
- Liga radziecka 1984/1985:
  - Pierwsze miejsce w klasyfikacji kanadyjskiej
  - Nagroda Najlepsza Trójka dla tercetu najskuteczniejszych strzelców ligi (oraz Władimir Krutow i Igor Łarionow) – łącznie 67 goli
  - Skład gwiazd
- Najlepszy zawodnik sezonu mistrzostw ZSRR w hokeju na lodzie
- Mistrzostwa Świata w Hokeju na Lodzie 1985:
  - Skład gwiazd turnieju
  - Najlepszy napastnik turnieju
- Liga radziecka 1985/1986:
  - Pierwsze miejsce w klasyfikacji kanadyjskiej
  - Nagroda Najlepsza Trójka dla tercetu najskuteczniejszych strzelców ligi (oraz Władimir Krutow i Igor Łarionow) – łącznie 82 goli
  - Skład gwiazd
- Mistrzostwa Świata w Hokeju na Lodzie 1986:
  - Skład gwiazd turnieju
- Liga radziecka 1986/1987:
  - Pierwsze miejsce w klasyfikacji kanadyjskiej
  - Nagroda Najlepsza Trójka dla tercetu najskuteczniejszych strzelców ligi (oraz Władimir Krutow i Igor Łarionow) – łącznie 67 goli
  - Skład gwiazd
- Mistrzostwa Świata w Hokeju na Lodzie 1987:
  - Skład gwiazd turnieju
- Liga radziecka 1987/1988:
  - Pierwsze miejsce w klasyfikacji kanadyjskiej
  - Skład gwiazd
- Hokej na lodzie na Zimowych Igrzyskach Olimpijskich 1988:
  - Drugie miejsce w klasyfikacji asystentów turnieju: 8 asyst
- Liga radziecka 1988/1989:
  - Pierwsze miejsce w klasyfikacji kanadyjskiej
  - Nagroda Najlepsza Trójka dla tercetu najskuteczniejszych strzelców ligi (oraz Władimir Krutow i Igor Łarionow) – łącznie 56 goli
- Najlepszy zawodnik sezonu mistrzostw ZSRR w hokeju na lodzie
- Mistrzostwa Świata w Hokeju na Lodzie 1989:
  - Skład gwiazd turnieju
- NHL (1989/1990):
  - Calder Memorial Trophy – nagroda dla najlepszego pierwszoroczniaka

Rekordy
- Najskuteczniejszy zawodnik w reprezentacji ZSRR: 248 punktów
- Najskuteczniejszy strzelec w historii najwyższej ligi ZSRR i Rosji: 324 gole (stan – luty 2012)[8]
- Najskuteczniejszy strzelec wśród radzieckich i rosyjskich hokeistów w ligach ZSRR, Rosji i NHL: 714 goli[9].

Wyróżnienia
- Galeria Sławy IIHF: 2001
- Skład Stulecia IIHF: 2008[10].
- Jego numer 24 został zastrzeżony w klubie CSKA Moskwa: 2008[11][12]
- Rosyjska Galeria Hokejowej Sławy: 2014
- Hockey Hall of Fame: 2016[13]

## Odznaczenia
- Medal „Za pracowniczą dzielność”: 1978
- Zasłużony Mistrz Sportu ZSRR w hokeju na lodzie: 1979
- Order Przyjaźni Narodów: 1981
- Order Czerwonego Sztandaru Pracy: 1984, 1988
- Order Honoru: 2011